# Tchicala Tcholohanga
Tchicala Tcholohanga è un municipio dell'Angola appartenente alla provincia di Huambo. Ha 71.602 abitanti (stima del 2006) ed una superficie di 4.380 km².